# 雅各布·基维奥尔
雅各布·彼得·基维奥尔（波蘭語：Jakub Piotr Kiwior，2000年2月15日—），波兰男子足球运动员，场上位置是后卫，現效力英超球會阿森纳，波蘭國家足球隊成員。

## 俱乐部生涯

### 兵工廠
2023年1月23日，基維奧爾以一份長期合同轉會至英超球會兵工廠，並於2023年3月9日在欧足联欧洲联赛16強首回合對陣葡萄牙體育的比賽中首次亮相，當時阿森納2-2戰平。

## 国家队生涯
基维奥尔在2022年6月11日的2022-23年歐洲國家聯賽與荷蘭比賽中首次代表波蘭國家足球隊亮相，最終以2-2戰平。
基维奥尔曾代表波蘭國家足球隊参加2022年国际足联世界杯。
2023年6月16日，基維奧爾在與德國的友誼賽中攻入他的首個國家隊進球，最終波蘭1-0獲勝。

## 荣誉及奖项
阿森納
- 英格蘭社區盾冠軍：2023年[8]